# Laura Gómez Gutiérrez
Laura Gómez Gutiérrez (Zarautz, 1983) és una exfutbolista basca, que jugava com a defensa. Va jugar sis temporades al FC Barcelona femení. Gomez era sovint anomenada la Carles Puyol femenina.

## Palmarès

### Club
FC Barcelona
- Primera Divisió: 2013–14, 2014–15
- Copa de la Reina: 2014